# Umweltstrategie
Umweltstrategie beschreibt den Weg zur Umsetzung des Umweltschutzes als Unternehmensziel.
Die natürliche Umwelt entwickelt sich zu einem ökonomisch und ökologisch knappen Faktor. Diesen Zustand nehmen Unternehmen entweder selbst oder durch die Anforderungen ihrer Stakeholder, zum Beispiel Kunden oder die Öffentlichkeit, wahr. Je nach wahrgenommener Intensität und Art der ökologischen Betroffenheit werden Unternehmen die Ökologieorientierung in unterschiedlichem Ausmaß als Unternehmensziel definieren. Um dieses Unternehmensziel erfolgreich umsetzen zu können, ist es notwendig, es in eine konkrete, geeignete Umweltstrategie zu überführen.
Unter Ökologieorientierung kann die Ausrichtung unternehmerischer Entscheidungen auf die ökologische Knappheit verstanden werden.

## Definition
Umweltstrategie ist die Teilstrategie der Unternehmensstrategie zur Bewältigung der Herausforderung, die sich im Zusammenhang mit der ökologischen Umwelt ergeben. Die Umweltstrategie dient dazu, das Unternehmensziel der Ökologieorientierung zu erreichen und kann somit als Bindeglied zwischen diesem und den operativen Maßnahmen verstanden werden.

## Systematisierung

### Typologisierung nach Steger
Steger wählt für seine Systematisierung eine Matrixdarstellung, die Marktchancen und Risiken kombiniert. Auf der Ordinate werden Marktchancen durch Umweltschutz (als externe Zukunftsfaktoren) und auf der Abszisse die Risikoexponierung durch den Umweltschutz (als interner Zustandsfaktor) dargestellt.
- Indifferente Strategie

Ökologieorientierung ist keine strategische Alternative, wenn sich ein Unternehmen weder Risiken noch Marktchancen durch Umweltschutz ausgesetzt sieht.
- Risikoorientierte Strategie

Sieht ein Unternehmen keine Marktchancen, ist dabei aber mittlerem bis hohem Risiko ausgesetzt, steht das Risikomanagement im Vordergrund. Eventuell vom Unternehmen ausgehende Umweltschutzinitiativen haben vordergründig die Sicherung des Unternehmensfortbestandes zum Ziel.
- Chancenorientierte Strategie

Sieht sich ein Unternehmen mittleren bis hohen Marktchancen bei gleichzeitig geringer bis mittlerer Risikoexponierung gegenüber, ist für das Unternehmen der Nutzen aus Marktchancen vordergründig. Beispielsweise kann Umweltfreundlichkeit als zusätzlicher Produktnutzen für den Kunden angesehen werden.
- Innovationsorientiert Strategie

Sieht sich ein Unternehmen sowohl hohen Marktchancen als auch hoher Risikoexponierung durch Umweltschutz gegenüber, helfen Innovationen Umweltbelastungen zu reduzieren und Marktchancen zu nutzen.

### Typologisierung nach Meffert und Kirchgeorg
Heribert Meffert und Manfred Kirchgeorg leiten anhand von Strategiemerkmalen fünf umweltbezogene Basisstrategien ab:
- Widerstand

Im Hinblick auf die ökologieorientierte Anpassungsintensität sind Widerstandsstrategien als passiv einzustufen. Um den Status quo zu erhalten, wird gegenüber gesellschafts- und marktbezogenen Umweltschutzforderungen eine Konfrontation angestrebt. Widerstandstrategien wirken grundsätzlich der Erreichung ökologischer Zielsetzungen im Sinne der Vermeidung und Verminderung von Umweltbelastungen entgegen und können langfristig die gesellschaftliche Legitimität der Unternehmen gefährden.
- Passivität

Die Passivität ist durch ein „Nicht-Verhalten“ und die Ignoranz von Umweltproblemen gekennzeichnet. Da diese Ignoranz jedoch nicht aktiv nach außen vermittelt wird, ist es wahrscheinlich, dass die Legitimität der Unternehmen weniger stark beeinträchtigt wird als bei der Widerstandstrategie.
- Verlagerungs- bzw. Rückzugsstrategie

Hierbei sind sich die Unternehmen bewusst Umweltprobleme zu verursachen, sehen dafür jedoch keine adäquate Anpassungsmöglichkeit zur Lösung. Vielmehr versuchen sie sich verschärften Umweltschutzansprüchen zu entziehen, entweder durch Verlagerung ins Ausland oder völligen Rückzug aus dem betroffenen Bereich.
- Anpassungsstrategie

Im Rahmen dieser Strategie werden in Reaktion auf gesetzliche Vorschriften Umweltschutzanforderungen berücksichtigt. Das bedeutet, die resultierenden Anpassungen werden jeweils reaktiv und isoliert für spezielle aktuelle Umweltprobleme entwickelt. Chancen des Umweltschutzes wird somit nicht innovativ begegnet.
- Antizipations- und Innovationsstrategie

Bei dieser Strategie lokalisieren Unternehmen unabhängig von gesellschaftlichen oder marktbezogenen Umweltschutzanforderungen ökologische Problemfelder, denen mit einer integrierten innovativen Strategie begegnet wird. Dadurch können in besonderem Maße ökologiebedingte Wettbewerbsvorteile erreicht werden.